# Ioan Andone
Ioan Andone (ur. 15 marca 1960 w Spălnacy) – rumuński trener piłkarski i piłkarz występujący na pozycji obrońcy lub defensywnego pomocnika.

## Kariera piłkarska
Jest wychowankiem klubu Corvinul Hunedoara, z którym w 1979 roku zadebiutował w Divizii A.
W 1983 roku trafił do Dinama Bukareszt, gdzie grał przez siedem kolejnych lat. W tym czasie zdobył z nim dwa tytuły mistrza kraju oraz dwukrotnie dotarł do półfinałów europejskich pucharów – PEMK w sezonie 1983–1984 i PZP w sezonie 1989–1990.
Po upadku komunizmu wyjechał za granicę. Krótko występował w hiszpańskim Elche CF, a piłkarską karierę zakończył w drugoligowym SC Heerenveen.
Z reprezentacją Rumunii, w której barwach rozegrał 55 meczów, brał udział w Euro 1984 i Mundialu 1990.

## Sukcesy piłkarskie
- awans do Divizii A w sezonie 1979–1980 z Corvinulem Hunedoara
- mistrzostwo Rumunii 1984 i 1990, wicemistrzostwo Rumunii 1985, 1987, 1988 i 1989, Puchar Rumunii 1984, 1986 i 1990, półfinał Pucharu Europejskich Mistrzów Krajowych 1983–1984 oraz Pucharu Zdobywców Pucharów 1989–1990 z Dinamem Bukareszt
- awans do Eredivisie w sezonie 1992–1993 z SC Heereneveen

## Kariera szkoleniowa
W 1993 roku rozpoczął pracę szkoleniową. W latach 90. pracował w Divizii A z klubami walczącymi o utrzymanie; w tym czasie ani razu nie zanotował spadku do drugiej ligi.
W 2002 roku został trenerem Dinama Bukareszt, z którym jeszcze w tym samym sezonie zdobył Puchar Rumunii. Dobre mecze w tych rozgrywkach odbiły się na występach w ekstraklasie; zespół zajął dopiero szóste miejsce. Jednak w kolejnym sezonie wywalczył mistrzostwo i drugi raz z rzędu Puchar kraju, zaś trzeci triumf zanotował w sezonie 2004–2005. Andone został zwolniony na początku 2006 roku, po czterech latach pracy.
Później przez rok pracował w cypryjskiej Omonii Nikozja.
W styczniu 2007 roku powrócił do ekstraklasy rumuńskiej – jako szkoleniowiec CFR-Ecomax Cluj, zespołu, który do niedawna grał na boiskach trzecioligowych. Półtora roku później Andone zdobył z tym klubem pierwszy w historii tytuł mistrza kraju oraz wygrał rozgrywki o Puchar Rumunii.
Odszedł zaraz po tym ostatnim sukcesie. Przyjął korzystniejszą finansową propozycję z saudyjskiego Al-Ettifaq.
W styczniu 2010 roku został szkoleniowcem wicemistrza Bułgarii CSKA Sofia. Jednak już dwa miesiące później podał się do dymisji i przyjął ofertę z Rapidu Bukareszt, w którym pracował równie krótko.

## Sukcesy szkoleniowe
- mistrzostwo Rumunii 2004, wicemistrzostwo Rumunii 2005, III miejsce w lidze 2006, Puchar Rumunii 2003, 2004 i 2005 oraz Superpuchar Rumunii 2005 z Dinamem Bukareszt
- mistrzostwo Rumunii 2008 i Puchar Rumunii 2008 z CFR-Ecomax Cluj